# لاودونوواتس
لاودونوواتس (به صربی: Laudonovac) یک منطقهٔ مسکونی در صربستان است که در Plandište municipality واقع شده‌است. لاودونوواتس ۲۱ نفر جمعیت دارد و ۷۷ متر بالاتر از سطح دریا واقع شده‌است.